# Melig takmos
Melig takmos (Ramalina farinacea) is een korstmossoort uit het geslacht takmos (Ramalina). Het leeft in symbiose met de alg Trebouxioid.

## Determinatie
Melig takmos is een struikvormig korstmos; het zit met een centrale voet vast aan het substraat. De afgeplatte, 0,5–3 mm brede, tot 8 cm lange, gaffelvormig vertakte thalli zijn grijsgroen tot groengeel. Ze hebben een spitse top en de onder- en bovenkant hebben dezelfde kleur. Ze hebben vaak ronde tot langwerpige, witachtige soralen op de randen. Pseudocyphellen komen vaker voor bij de basis en minder op de 'takken'. Pseudocyphellen zijn kleine, punt- tot streepvormige openingen in het oppervlak van het thallus en zorgen voor de gasuitwisseling. Apotheciën worden maar weinig gevormd; fertiele exemplaren zijn zeldaam. De vlakke 6 mm grote apotheciën zijn tot 6 mm groot. De ascosporen zijn gesepteerd, hyaliene, breed spoelvormig en hebben de afmeting 12–15 × 5–7 µm.

## Ecologie
Melig takmos is een epifyt die voorkomt op allerlei typen neutrale tot matig zure schors. De soort prefereert vooral solitaire bomen en laanbomen. In bossen wordt de soort ook op twijgen aangetroffen. Daarnaast is het ook zo nu en dan te vinden op verweerd bewerkt hout en op stobben. De draagbomen zijn onder andere eik, populier, iep, wilg, es, linde, esdoorn en els.

### Syntaxonomie
In de syntaxonomie staat melig takmos te boek als kensoort voor het takmos-verbond (Ramalinetum farinaceae).

## Verspreiding
Het verspreidingsgebied van melig takmos strekt zich uit over Europa en Noord-Amerika. In Nederland is de soort zeer algemeen. Het staat niet op de Nederlandse Rode Lijst en is niet bedreigd.

## Fotogalerij

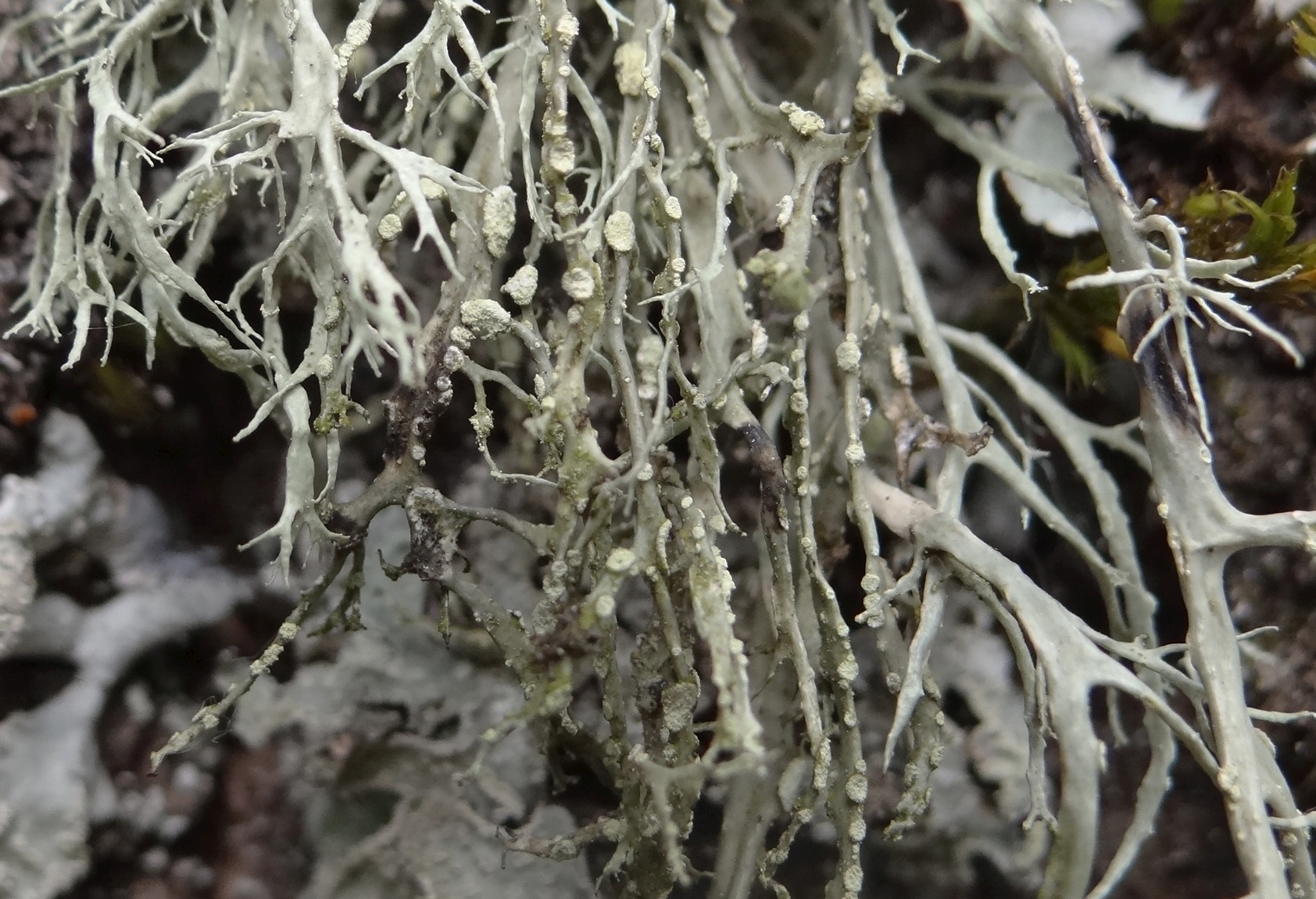
Een exemplaar met apotheciën.
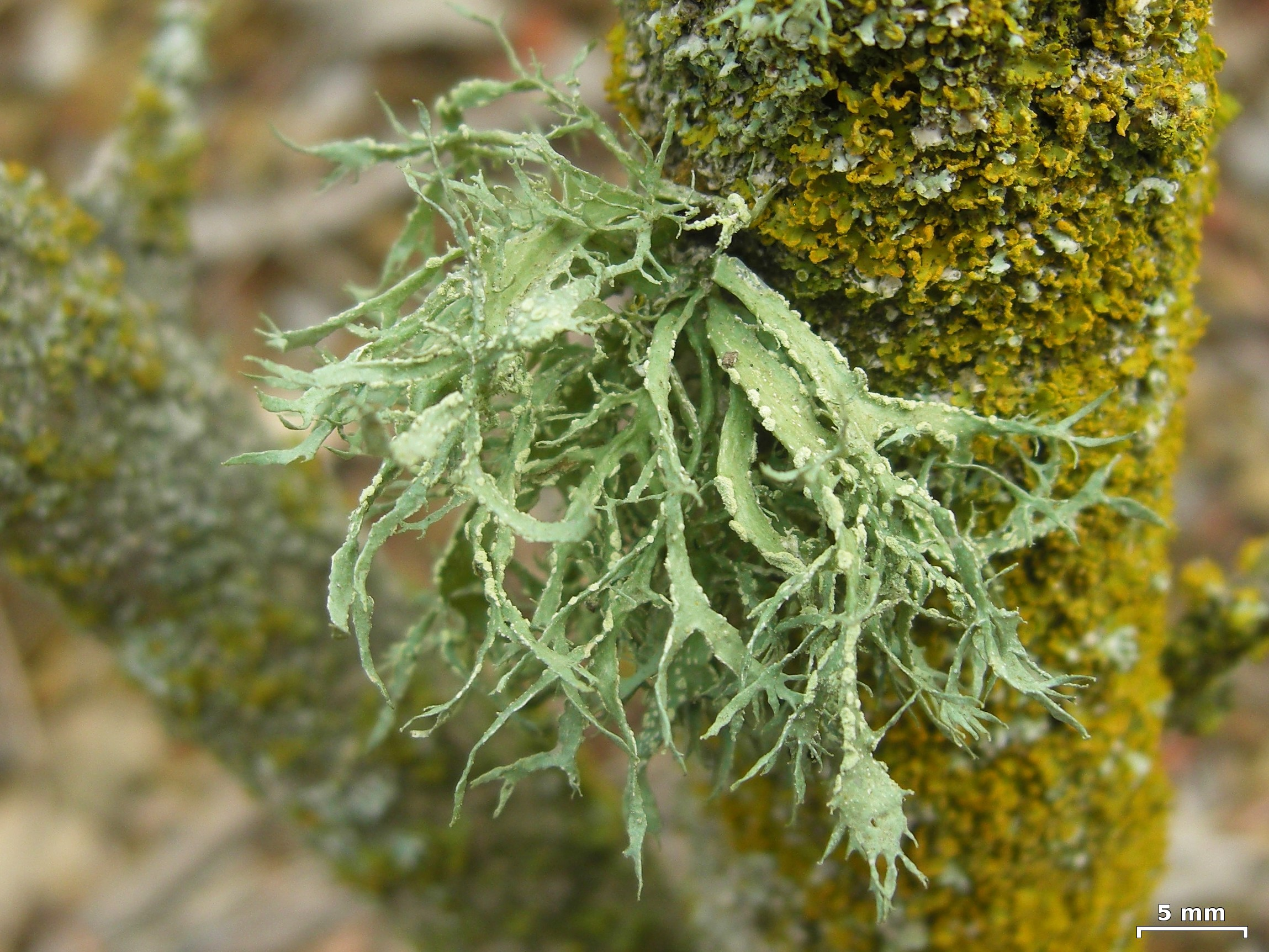
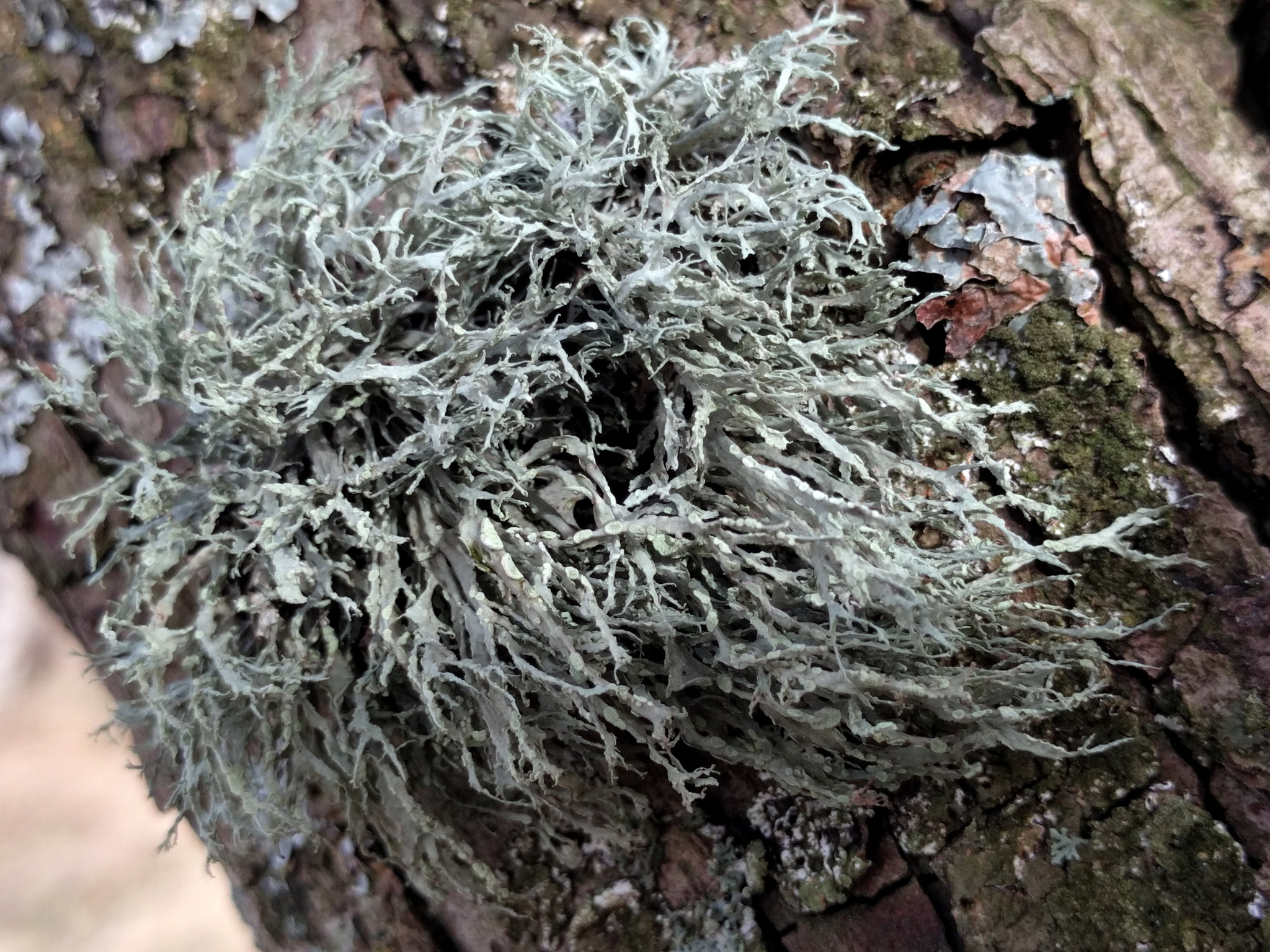